# 小行星5804
小行星5804（5804 Bambinidipraga）是一颗绕太阳运转的小行星，为主小行星带小行星。该小行星于1985年9月9日发现。

## 轨道参数
小行星5804的轨道半长轴为2.4249796 UA，离心率为0.167。